# Подийи
Подийи или Подыйи (чеш. Národní park Podyjí) — один из четырёх национальных парков (самый маленький) Чехии, расположен в районе Зноймо, Южноморавский край.

## География
Подийи расположен в южной части страны и с юга граничит с национальным парком Тайяталь, находящимся в соседней стране, Австрии, таким образом они, согласно некоторым источникам, образуют международный парк Подийи-Тайяталь.

«Сердцем» парка является глубокая долина реки Дие, которая, сильно извиваясь, имеет на территории парка длину 40 километров, хотя максимальная длина парка по прямой составляет 15 километров. Площадь парка составляет 63 км², из которых 83 % — леса́, буферная зона занимает 29 км². Перепад высот в парке — от 207 до 536 метров над уровнем моря.

## История
Статус «природоохранная территория» был присвоен этой местности в 1978 году. 1 июля 1991 года статус был изменён на более строгий «национальный парк». В 2011 году Чешским телевидением о парке был снят фильм. В 2014 году компания Znovín Znojmo, владеющая 70 % виноградника Шобес, который находится на территории парка, подала заявку на включение Подийи в список Всемирного наследия. Процесс рассмотрения заявки может занять до десяти лет.

## Флора и фауна
В парке насчитывается 77 видов растений, в том числе 18 видов орхидей. Обитают 152 вида птиц, в связи с чем BirdLife International присвоила Подийи критерий C6. Описано 65 видов млекопитающих, 7 видов рептилий (в том числе три вида змей), 32 вида рыб, 12 видов бабочек. В 2014 году в Подийи впервые были замечены суслики — биологи насчитали около 30 нор. Эти грызуны в Чехии достаточно редки, так как исторически истреблялись фермерами, которые считали их вредителями сельхозугодий.

## Достопримечательности
- Hamerské vrásy[чеш.]
- Охотничий дворец Лустхаус[чеш.] — построен в 1780 году
- Камень Силсфилда[чеш.]
- Шобес[чеш.] — один из самых старых и известных виноградников (Vineyard track[англ.]) страны, площадь — 12 гектаров. В 2007—2014 годах Шобес стал предметом крупного судебного разбирательства: несколько физических и юридических лиц пытались доказать, что этот виноградник является их собственностью[13][14][15][16].
- Водохранилище Зноймо[чеш.] — площадь 45 гектаров, объём 4,29 млн м³
- Замок Вранов-над-Дийи — построен около 1100 года

- Вход в парк
- Hamerské vrásy
- Камень Силсфилда[чеш.]
- Река Дие в октябре